# Station Le Châble
Station Le Châble is een spoorwegstation in de Zwitserse gemeente Val de Bagnes. Het station ligt aan de spoorlijn Martigny - Orsières in het dorp Le Châble. Het station is de dalterminus van de postbus van PostAuto die de vallei verbindt met het op de alpen gelegen vakantiedorp Verbier, evenals postbussen naar Bruson en Lourtier, deze laatste wordt in de zomer verlengd tot de stuwdam van Mauvoisin.